# Tatort: Feuerwerk für eine Leiche
Feuerwerk für eine Leiche ist ein österreichischer Fernsehkrimi aus dem Jahr 1988. Das Drehbuch schrieb Bert Steingötter, Regie führte Kurt Junek. Es war die insgesamt 211. Tatort-Folge und der achte und letzte Fall von Oberinspektor Pfeifer (Bruno Dallansky), allerdings waren von dessen acht Folgen nur drei Folgen der offiziellen Tatort-Reihe, die übrigen fünf waren Tatort-Folgen des ORF, die nur in Österreich erstausgestrahlt und teilweise in Deutschland gar nicht im Fernsehen gezeigt wurden. Pfeifer und seine Mitarbeiter haben es dabei mit einem Bankraub und dem Mord an einer Kassiererin zu tun.

## Handlung
Eine kleine Wiener Bankfiliale wird überfallen, der offensichtlich italienischsprachige Täter erbeutet eine halbe Million Schilling und erschießt die Kassiererin Herta Fischer, obwohl sie alle Anweisungen des Täters widerstandslos befolgte. In der Nähe der Bank kann die Polizei die NATO-Jacke, die der Täter trug, sicherstellen, in der Tasche befinden sich türkische Zigaretten, auf der Packung ist die Telefonnummer eines türkischen Lokals notiert. Während seine Assistenten mutmaßen, ob der Täter nun Italiener oder Türke war, vermutet Oberinspektor Pfeifer, dass der Täter bewusst falsche Fährten legen wollte. Inspektor Fichtl überbringt dem sichtlich schockierten Witwer Harald Fischer derweil die traurige Nachricht. Bei den Beamten meldet sich Thomas Bubner, der Bruder der Toten, auf seinen Schwager ist er nicht sonderlich gut zu sprechen, weiterhelfen kann er den Beamten aber nicht. Seinen Schwager, dem er Arbeit besorgt hatte, hat er diese sofort gekündigt. Die Überwachungskamera liefert keine Hinweise, diese wurde am Abend vor dem Überfall für eine Geburtstagsfeier des Filialleiters verwendet und danach nicht wieder eingeschaltet. Fichtl und Winter fahren noch einmal zu Harald Fischer, dieser sagt aus, dass seine Frau perfekt italienisch sprach, dies könnte ein Hinweis darauf sein, dass sie den Täter ge- und eventuell erkannt hat. Fischer scheint in der Folgezeit allerdings nicht allzu sehr zu trauern, sondern versucht, seine Geliebte Eva Walder, mit der er seine Frau betrogen hatte, zurückzugewinnen. Als er ihr gegenüber eine Andeutung macht, dass er seine Frau getötet haben könnte, lässt sie ihn stehen.
Fichtl nimmt derweil den Filialleiter Norbert Kaiser ins Visier, der ein auffallend teures Auto fährt, zudem erfahren er und Winter, dass Kaiser nach dem Überfall von der Zentrale als Filialleiter abgelöst wurde. Fichtl vermutet, dass Kaiser die Überwachungskamera gezielt außer Gefecht gesetzt hatte. Als sie den Vorstandsvorsitzenden der Bank aufsuchen, um ihn nach Kaiser zu befragen, erhalten sie aber als Antwort, dass Kaiser der Enkel eines Vorstandsmitglieds ist und abgezogen wurde, um in der Zentrale größere Aufgaben wahrzunehmen. Eva Walder erzählt unterdessen ihrem neuen Freund Gerhard Drechsler von ihrer Begegnung mit Fischer, dieser mutmaßt, dass wenn Fischer seine Frau umgebracht hat, er im Besitz der halben Million sein müsste. Auf sein Geheiß ruft Eva am nächsten Tag bei Fischer an, um sich doch wieder mit ihm zu treffen. Bei ihrem Treffen schenkt Fischer Eva einen sehr teuren Ring. Unterdessen wird erneut die Bankfiliale überfallen, der Täter geht nach dem gleichen Muster vor, doch erschießt er diesmal niemanden. Ein anwesender Polizeibeamter kann den Täter stellen und niederschießen. Bei der Befragung durch Pfeifer sind die Angestellten sicher, dass es sich um denselben Täter handelt, jedoch war die Tatwaffe diesmal lediglich ein Schreckschussrevolver. Der Fall scheint somit gelöst zu sein, was auch die lokalen Medien verkünden. Auch Eva und Drechsler erfahren von der Festnahme und glauben nicht mehr an die Täterschaft Fischers. Der verletzte Bankräuber Grossmann beteuert allerdings Fichtl gegenüber seine Unschuld an dem tödlichen Raub an Herta Fischer und kann ihm auch ein Alibi präsentieren; die Ermittler stehen somit wieder am Anfang.
Als auch Drechsler von der Freilassung Grossmanns aus der Zeitung erfährt, ruft er Fischer anonym an und erpresst diesen, Fischer bestreitet zunächst, seine Frau ermordet zu haben, lässt sich aber scheinbar doch auf die Erpressung ein. Nach einem ersten Treffen mit Drechsler folgt er diesem heimlich und findet so heraus, dass Drechsler und Eva ein Paar sind. Fischer trifft sich zur Geldübergabe mit Drechsler, doch hat er Pfeifer und seine Kollegen im Schlepptau, die dem Erpresser eine Falle stellen und Drechsler festnehmen, Fischer hatte die Beamten über die Erpressung seiner Person informiert. Fichtl und Winter suchen am nächsten Tag Eva auf und berichten ihr von Drechslers Verhaftung. Eva gibt die Erpressung zu und zeigt den Beamten den teuren Ring. Darauf angesprochen, gibt Fischer zu, den Ring gekauft und Eva geschenkt zu haben, doch habe er fleißig gespart und sich so das Geschenk zur Rückgewinnung seiner Geliebten leisten können. Fichtl hält Fischer nunmehr für verdächtig, eine Nachbarin sagt ihm gegenüber kurz darauf aus, dass sie Fischer trotz seiner Krankheit am Tattag auf der Straße gesehen hat. Fischer wird festgenommen, beteuert aber, die Nachbarin müsse die Tage verwechselt haben. Nachdem auch eine andere Nachbarin bestätigt hat, dass das Treffen mit Fischer am Tag vor dem Überfall stattfand, muss dieser wieder entlassen werden. Fischer sucht Eva auf und fleht sie an, zu ihm zurückzukehren, doch sie lehnt ab. Als auch Drechsler auftaucht, der bis zu seiner Verhandlung auf freien Fuß gesetzt wurde, schlägt dieser Fischer nieder. Gedemütigt geht er nach Hause, betrinkt sich und verursacht anschließend einen Verkehrsunfall, bei dem er verletzt wird.
Unterdessen erfahren Fichtl und Winter, dass Herta Fischer einen Italiener gekannt hatte, den Kellner Mario Nemeth. Die Beamten suchen ihn auf, Nemeth hat kein Alibi, doch er kann Fichtl trotzdem von seiner Unschuld überzeugen, der Bankräuber hätte sich die italienischen Phrasen, die er während des Überfalls von sich gab, offensichtlich von Nemeths Sprüchen zu dessen Gästen kopiert. Unterdessen wird die Bank ein weiteres Mal überfallen, diesmal findet in der Bank sogar eine Geiselnahme statt, die Kassiererin, die fliehen konnte, sagt aus, dass es sich wahrscheinlich um denselben Täter wie beim ersten Überfall handelt. Winter ahnt, dass es sich beim Täter um Mario Nemeth handelt, und holt dessen Freundin ab, damit sie mit ihm redet. Diese übergibt ihr den Schlüssel zum Schließfach, in dem die Beute vom ersten Bankraub lagert. Sie sagt aus, dass Mario Herta aus Eifersucht auf deren Mann getötet hat. Am Tatort redet sie per Lautsprecher auf ihn ein, um ihn zur Aufgabe zu bewegen. Der Maskierte kommt schließlich mit dem Filialleiter heraus und begeht dann einen „suicide by cop“. Als die Beamten dem Erschossenen die Maske vom Kopf ziehen, erweist sich dieser allerdings nicht als Nemeth, sondern als Harald Fischer, auch seine Waffe war nicht echt. Pfeifer kombiniert, dass Fischer, nachdem er seine Frau, seine Freundin und seine Arbeit verloren hatte, sterben wollte wie bei einem Feuerwerk.

## Kritik
Die Kritiker der Fernsehzeitschrift TV-Spielfilm beurteilen diesen Tatort mittelmäßig und kommentieren: „Routinekrimi mit Wiener Schmäh“.